# Південні Шетландські острови
Південні Шетландські острови — архіпелаг в антарктичній частині Атлантичного океану, на північ від Антарктичного півострова.

## Географія

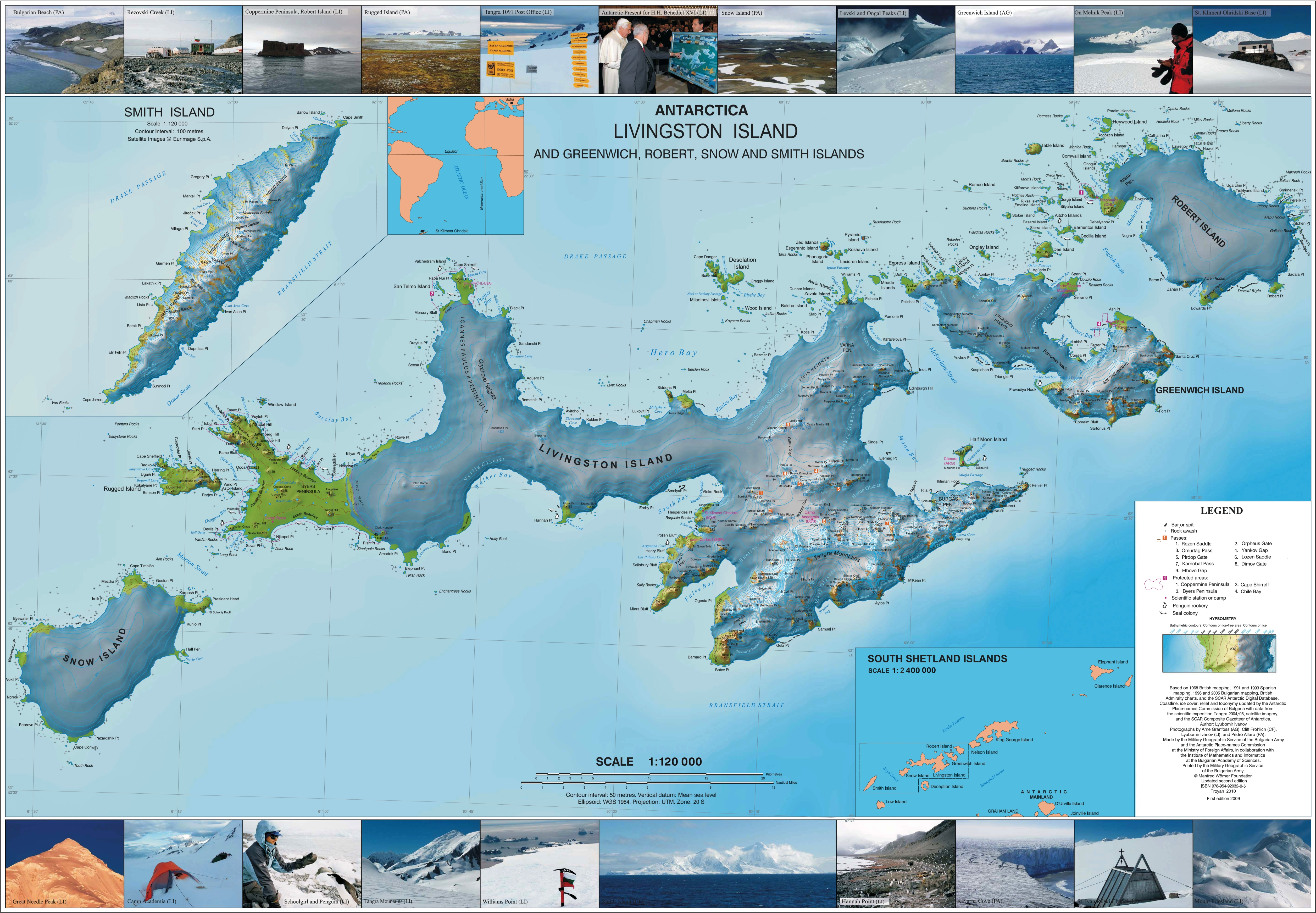
Мапа островів Лівінгстон, Гринвіч, Роберт, Сноу та Сміта.

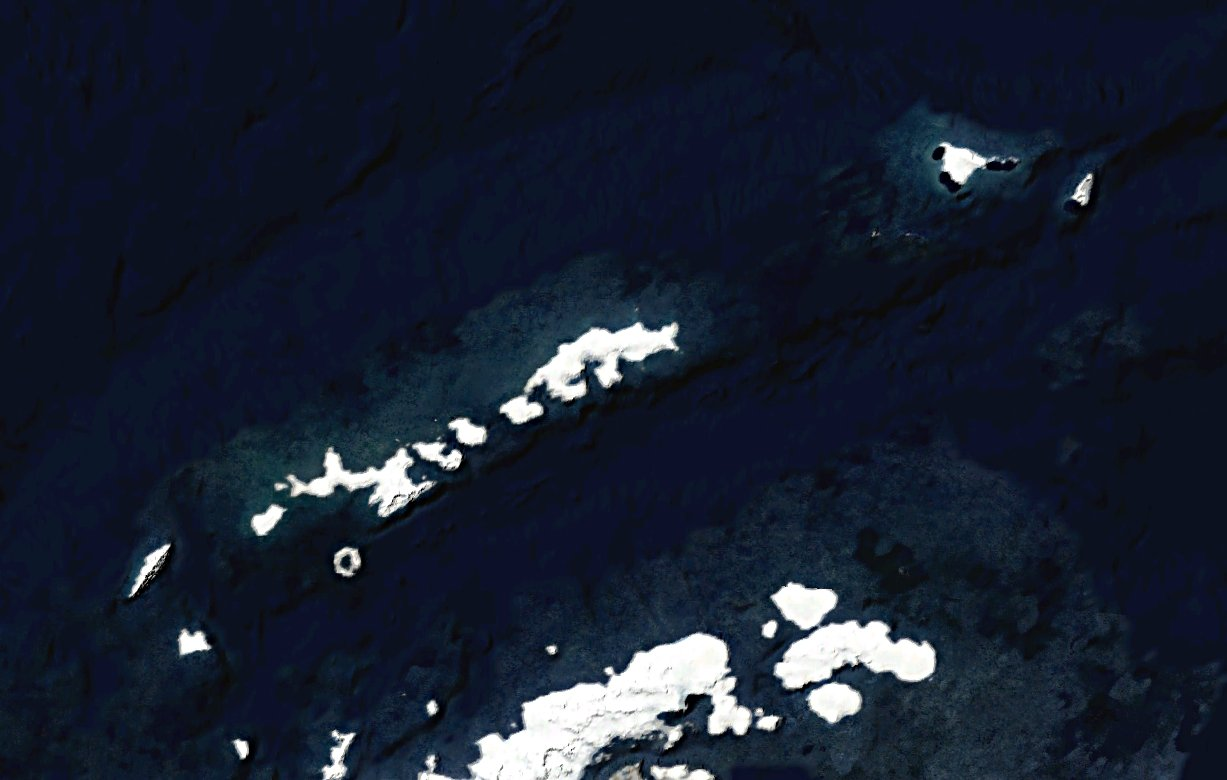

Найбільший острів Кінг-Джордж, загальна площа 3687 км². Гористі, найбільша висота — гора Фостер (2105 м) на острові Сміта. На островах розташовані численні наукові станції.
Південні Шетландські острови мають здебільшого вулканічне походження; їх виникнення пов'язане з поглинанням океанічної кори уздовж їх північно-західного кордону.

### Острови
| №  | Острів (укр.)              | Острів (англ.)     | Площа, км² | Найвища точка, м | Координати                                                                  |
| -- | -------------------------- | ------------------ | ---------- | ---------------- | --------------------------------------------------------------------------- |
| 1  | Айчо                       | Aitcho Islands     |            |                  | 62°24′48.3″ пд. ш. 59°46′12.3″ зх. д. / 62.413417° пд. ш. 59.770083° зх. д. |
| 2  | Бріджмен                   | Bridgeman Island   |            | 240              | 62°04′ пд. ш. 056°44′ зх. д. / 62.067° пд. ш. 56.733° зх. д.                |
| 3  | Вотчкіпер                  | The Watchkeeper    |            |                  | 62°18′ пд. ш. 59°49′ зх. д. / 62.300° пд. ш. 59.817° зх. д.                 |
| 4  | Гіббс                      | Gibbs Island       | 22         | 520              | 61°28′ пд. ш. 055°34′ зх. д. / 61.467° пд. ш. 55.567° зх. д.                |
| 5  | Гринвіч                    | Greenwich Island   | 174        | 625              | 62°31′ пд. ш. 59°47′ зх. д. / 62.517° пд. ш. 59.783° зх. д.                 |
| 6  | Десепшен                   | Deception Island   | 137        | 576              | 62°58′37″ пд. ш. 60°39′00″ зх. д. / 62.97694° пд. ш. 60.65000° зх. д.       |
| 7  | Десолейшн                  | Desolation Island  | 3,12       |                  | 62°27′27.9″ пд. ш. 60°20′48.3″ зх. д. / 62.457750° пд. ш. 60.346750° зх. д. |
| 8  | Іді                        | Eadie Island       |            |                  | 61°28′ пд. ш. 55°57′ зх. д. / 61.467° пд. ш. 55.950° зх. д.                 |
| 9  | Кінг-Джордж                | King George Island | 1384       | 655              | 62°02′ пд. ш. 58°21′ зх. д. / 62.033° пд. ш. 58.350° зх. д.                 |
| 10 | Корнуелс                   | Cornwallis Island  |            |                  | 61°04′ пд. ш. 54°28′ зх. д. / 61.067° пд. ш. 54.467° зх. д.                 |
| 11 | Лівінгстон                 | Livingston Island  | 974        | 1700             | 62°36′ пд. ш. 60°30′ зх. д. / 62.600° пд. ш. 60.500° зх. д.                 |
| 12 | Лоу                        | Low Island         | 181        |                  | 63°17′ пд. ш. 62°09′ зх. д. / 63.283° пд. ш. 62.150° зх. д.                 |
| 13 | Мордвинова (Елефант)       | Elephant Island    | 558        | 853              | 61°08′ пд. ш. 55°07′ зх. д. / 61.133° пд. ш. 55.117° зх. д.                 |
| 14 | Нельсон (історич. Лейпциг) | Nelson Island      | 192        |                  | 62°18′ пд. ш. 59°03′ зх. д. / 62.300° пд. ш. 59.050° зх. д.                 |
| 15 | Пінгвін                    | Penguin Island     |            | 180              | 62°06′ пд. ш. 57°56′ зх. д. / 62.10° пд. ш. 57.93° зх. д.                   |
| 16 | Напівмісяця                | Half Moon Island   | 0,51       | 101              | 62°35′30″ пд. ш. 59°55′15″ зх. д. / 62.59167° пд. ш. 59.92083° зх. д.       |
| 17 | Роберт                     | Robert Island      | 186        |                  | 62°24′ пд. ш. 59°30′ зх. д. / 62.400° пд. ш. 59.500° зх. д.                 |
| 18 | Роуетт                     | Rowett Island      |            |                  | 61°17′ пд. ш. 55°13′ зх. д. / 61.283° пд. ш. 55.217° зх. д.                 |
| 19 | Руггед                     | Rugged Island      | 10,4       | 256              | 62°38′ пд. ш. 61°15′ зх. д. / 62.633° пд. ш. 61.250° зх. д.                 |
| 20 | Острів Сміта               | Smith Island       | 206        | 2105             | 63°00′ пд. ш. 62°30′ зх. д. / 63.000° пд. ш. 62.500° зх. д.                 |
| 21 | Сноу                       | Snow Island        | 154        |                  | 62°47′ пд. ш. 61°23′ зх. д. / 62.783° пд. ш. 61.383° зх. д.                 |
| 22 | Тейбл                      | Table Island       | 1,12       | 150              | 62°20′34.8″ пд. ш. 59°48′29.7″ зх. д. / 62.343000° пд. ш. 59.808250° зх. д. |
| 23 | Тюленячий (Сіл)            | Seal Islands       |            |                  | 60°58′ пд. ш. 55°24′ зх. д. / 60.967° пд. ш. 55.400° зх. д.                 |
| 24 | Острів Кларенс             | Clarence Island    | 162        | 1950             | 61°12′ пд. ш. 054°05′ зх. д. / 61.200° пд. ш. 54.083° зх. д.                |

## Відкриття
У 1819 році англійський капітан брига «Вільямс» Вільям Сміт йшов із вантажем із Монтевідео до Вальпараїсо. Біля мису Горн під час урагану в «несамовитих п'ятдесятих широтах» він був закинутий далеко на південь і 19 лютого 1819 року двічі бачив землю далеко на півдні, приймаючи її за виступ Південного материка.
До Монтевідео В. Сміт повернувся в червні. Його розповіді про випадково відкриту землю зацікавили звіробоїв. Удруге В. Сміт покинув Монтевідео у вересні 1819 року, направляючись у Вальпараїсо. Тепер уже скоріше із цікавості він вирушив до «своєї» землі, 14 жовтня він підійшов до неї і два дні обстежував її узбережжя, а потім висадився і вступив у володіння нею, назвавши її Новою Південною Британією. Після повернення В. Сміта умовили перейменувати її в Нову Південну Шетландію.
Повідомлення В. Сміта не зацікавило представників англійської влади, але капітан британського флоту, який знаходився там на той час, відразу зафрахтував судно Сміта «Вільямс» і 20 грудня 1819 р. направив його на південь під командою Едварда Брансфілда обстежити нововідкриту землю. В. Сміт пішов туди, виконуючи обов'язки штурмана. Брансфілд виявив, що нововідкрита земля є не виступ материка, а архіпелаг, тобто група островів. Вони й до цього часу відомі під назвою Південних Шетландських островів.

## Населення
На архіпелазі розташовано більше десятка антарктичних станцій.

## Територіальні претензії

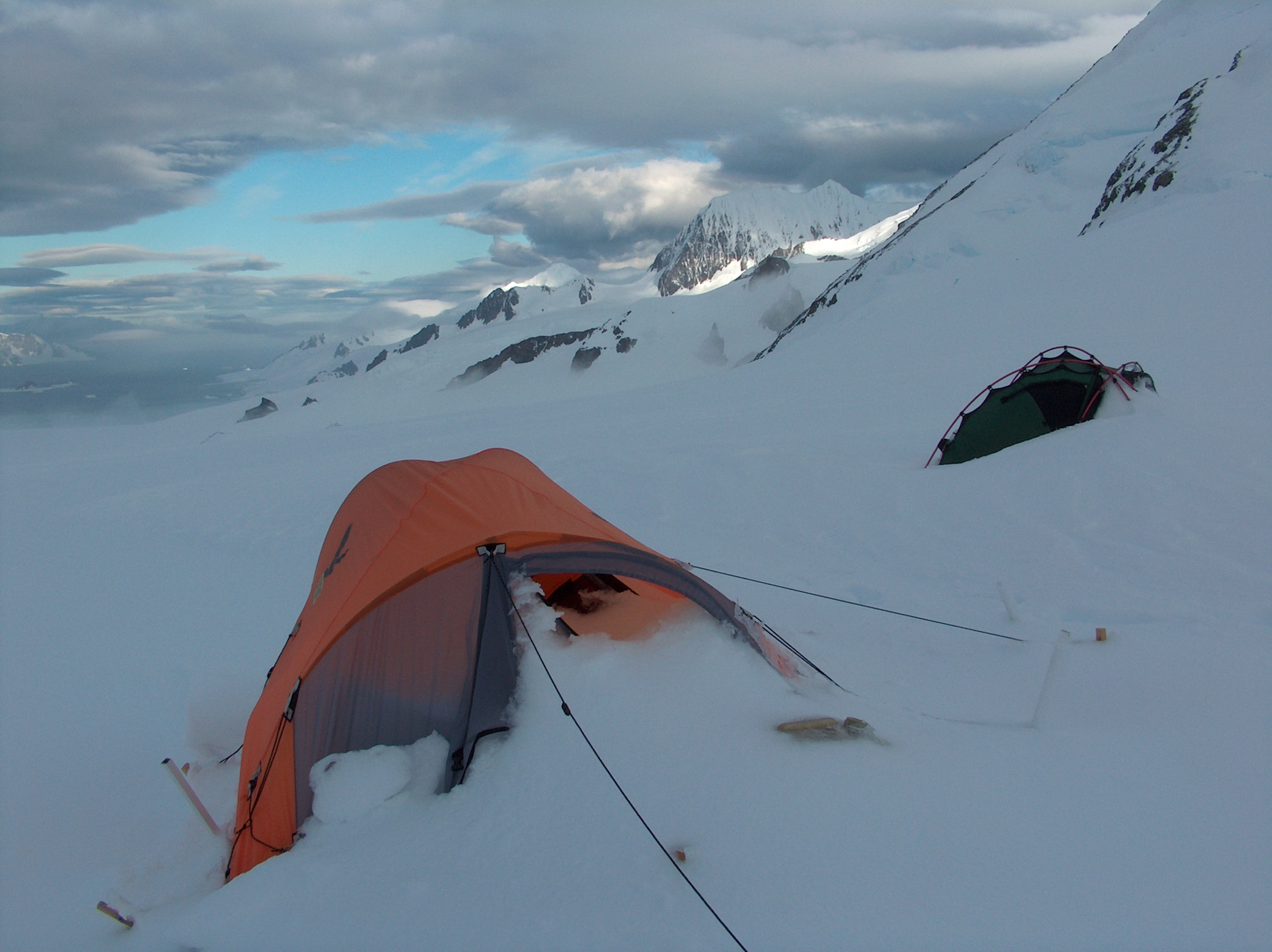
Табір Академія на льодовику Хьюрон

На Південні Шетландські острови з 1908 року претендує Велика Британія. Набагато пізніше, відповідно в 1940 і 1943 роках, свої претензії заявили також Чилі і Аргентина. Крім того, як відомо, США і Росія зарезервували свої права пред'явити претензії в майбутньому, але з 1961року всі існуючі територіальні претензії заморожені згідно Договору про Антарктику.

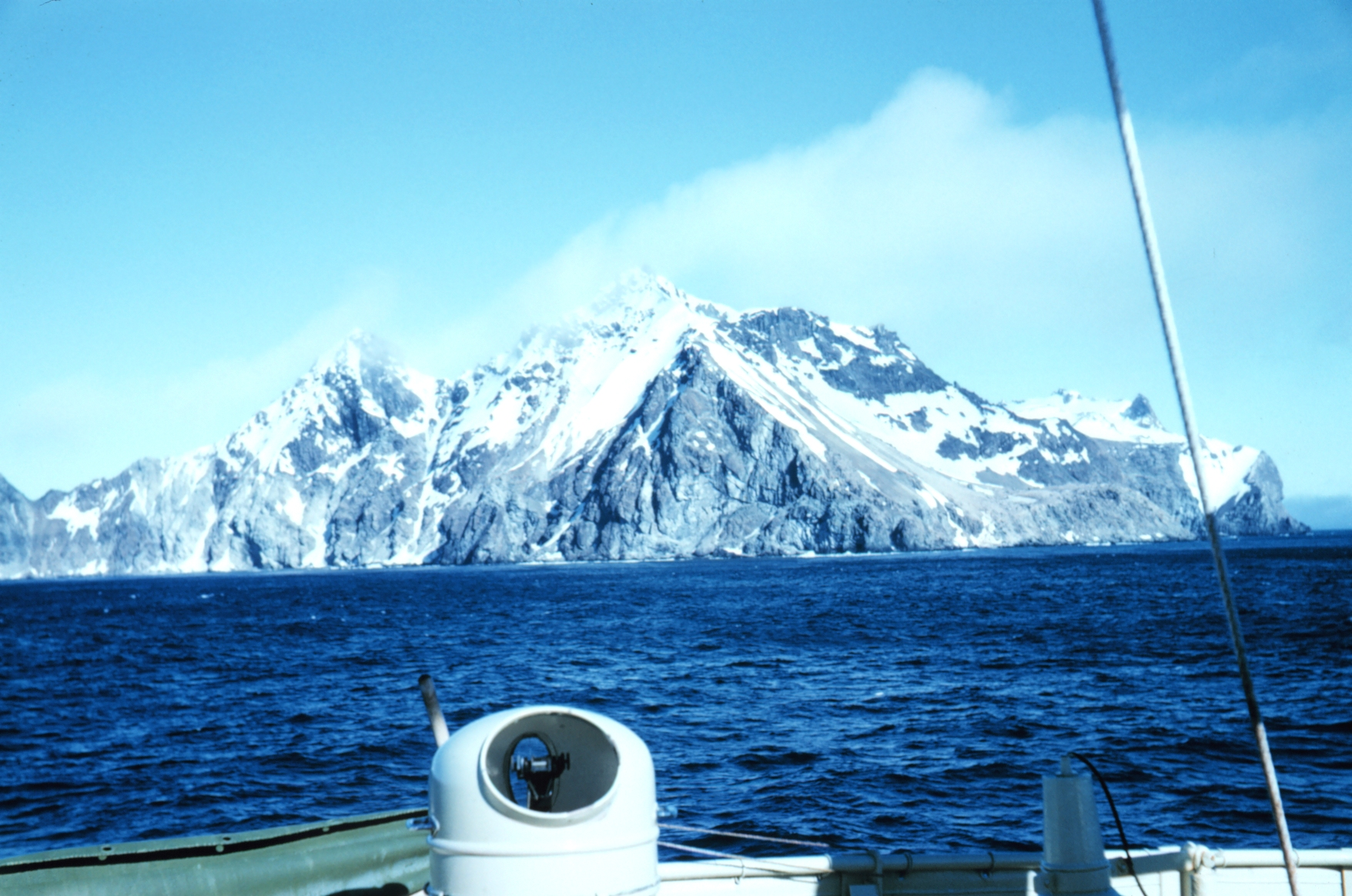
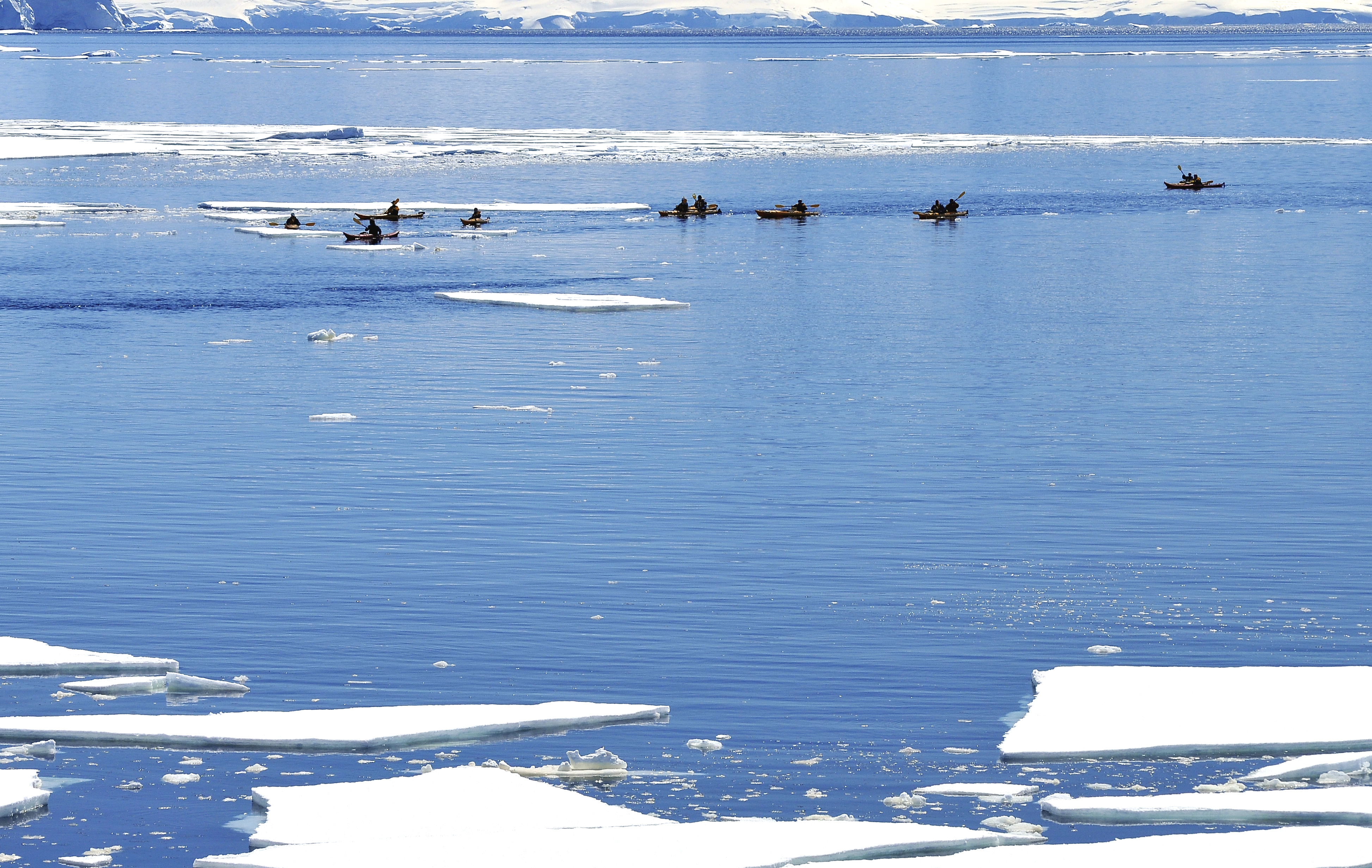
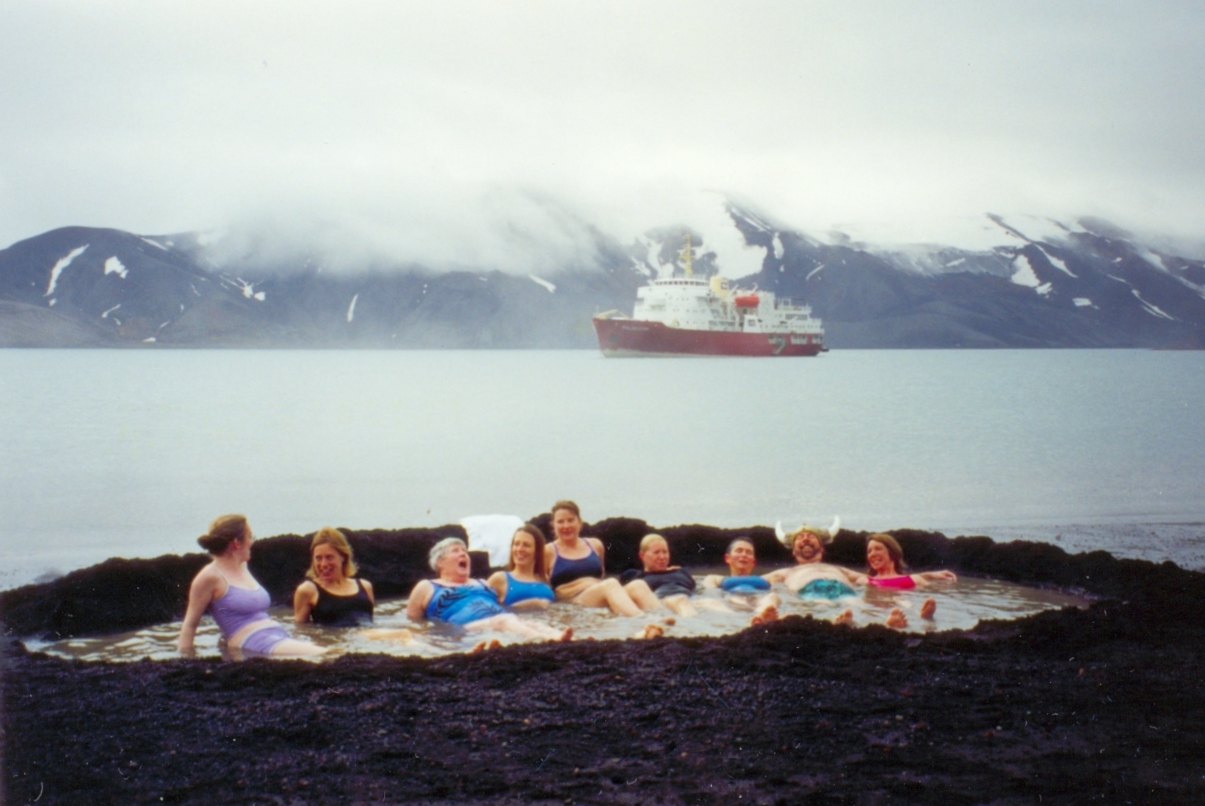
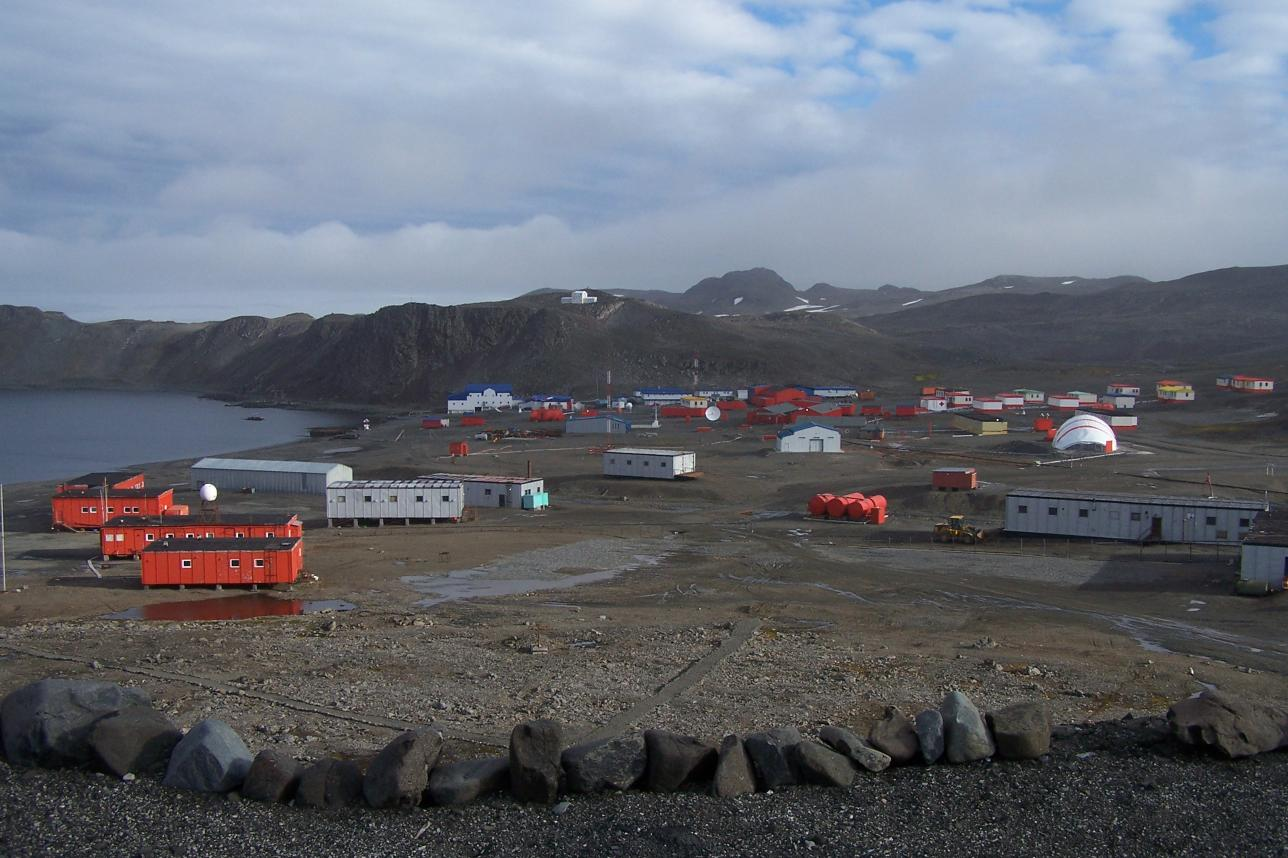